# Área de conservación regional Angostura Faical
El Área de conservación regional Angostura Faical es un área protegida en el Perú. Se encuentra en los distritos de Pampas de Hospital y San Juan de la Virgen, en la provincia de Tumbes; y Matapalo, en la provincia de Zarumilla; en la región Tumbes. Forma parte de la zona de amortiguamiento de Reserva de Biosfera Transfronteriza Bosque de Paz, compartida con Ecuador y Perú.
Fue creado el 18 de marzo de 2011, mediante D.S. N.º 006-2011-MINAM . Tiene una extensión de 8 794.50 hectáreas.
El objetivo es incrementar el área de bosque seco ecuatorial para garantizar los recursos de flora y fauna.
El área alberga a 130 especies de flora, 119 de aves, 9 de anfibios, 7 de reptiles y 12 de mamíferos. Es hábitat de las especies el mono coto Alouatta palliata y del puma Puma.
El área es amenazada por la tala del algarrobo, el pasallo y guayacán.